# Luis Brión
Felipe Luis Brión Detrox (Plantage Rozentak, colonia de la Compañía Neerlandesa de las Indias Occidentales de Curazao, 6 de julio de 1782-Scharloo, 27 de septiembre de 1821) fue un militar y comerciante neerlandés-venezolano que luchó en la guerra de independencia de Venezuela alcanzando el grado de almirante de las Marinas de Guerra de Venezuela y la Gran Colombia.

## Biografía
Sus padres fueron el comerciante Pedro Luis Brión y María Detrox originaria de los Países Bajos del sur (actual Bélgica) y residentes en la colonia de la Compañía Neerlandesa de las Indias Occidentales de Curazao (actual Curazao) desde 1777. 
En 1794 fue enviado a Países Bajos para completar su educación. Con la ocupación francesa de Países Bajos durante la revolución francesa, se une al ejército de la República Bátava, participando en 1799 en las batallas de contra la invasión anglo-rusa de los Países Bajos de Bergen y Castricum. Fue hecho prisionero por los británicos, quedando libre tras la convención de Alkmaar. 
De regreso a Curazao participó en las revueltas que permitieron la ocupación francesa de Curazao, previa a la invasión británica de Curazao (1800). Se exilió en Estados Unidos, donde aprendió la ciencia náutica y los negocios marítimos. Con la recuperación de la soberanía neerlandesa de la colonia de Curazao en 1803 regresó para dedicarse al comercio. De 1803 a 1806 lideró las acciones de defensa ante los nuevos intentos anexionistas británicos. Sin embargo, Curazao vuelve a ser ocupado por los británicos en 1807.
Brión se exilió en la isla danesa de Saint Thomas, que fue asimismo ocupada por los británicos. Sin embargo, obtuvo grandes beneficios con el comercio con la América continental por la inestabilidad causada por las guerras napoleónicas.
En 1813 se une a la causa de la Independencia de Venezuela y un año después se hace venezolano, otorgándole Simón Bolívar el grado de capitán de fragata. En 1815 se dirige a Inglaterra, donde adquiere la corbeta Dardo, de 24 cañones, 12 fusiles y otros pertrechos con los cuales pretendía auxiliar a los patriotas de Cartagena de Indias bajo asedio de los realistas al mando de Pablo Morillo. Reunido con Bolívar en Haití, quien lo asciende a capitán de navío, organiza la escuadra con la cual se realizan las expediciones sobre la costa de Venezuela. El 2 de mayo de 1816 alcanza su primera victoria contra los buques de guerra españoles, en la Batalla naval de Los Frailes. En la misma fecha es nombrado Almirante de la República por el Libertador.

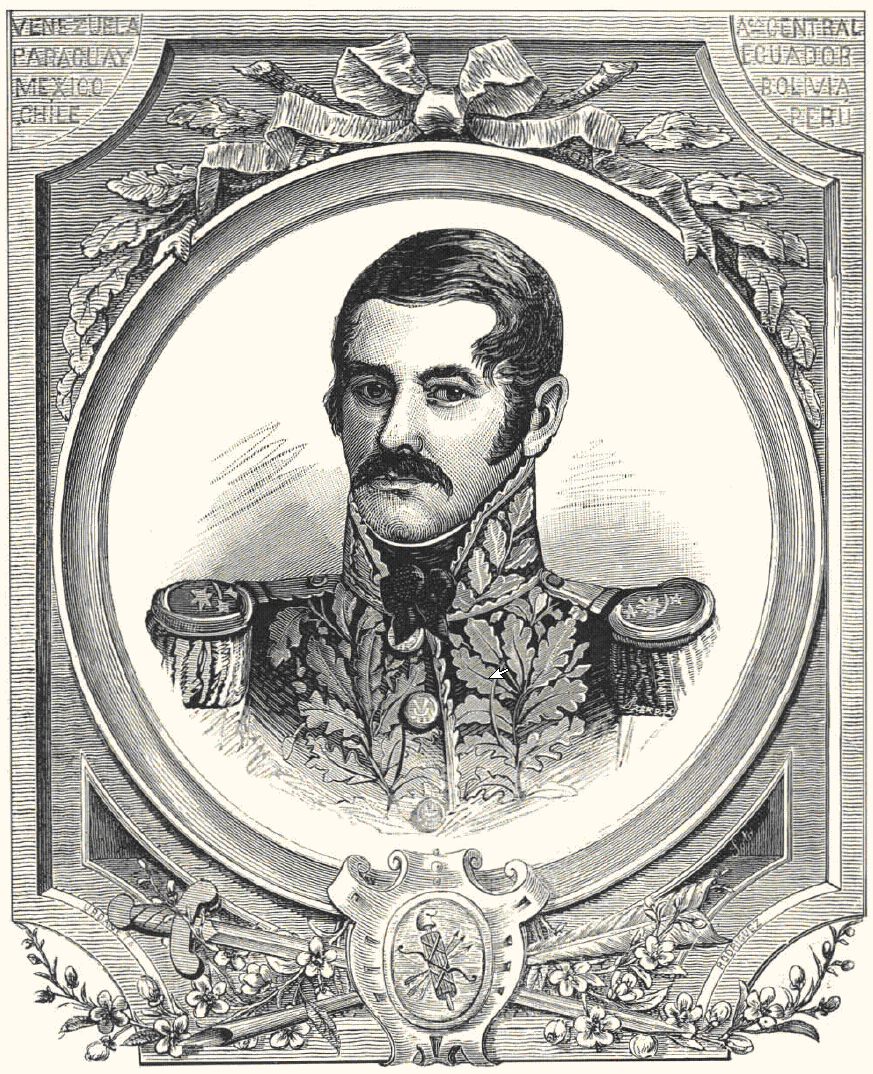
Retrato de Luis Brión, en Papel Periódico Ilustrado (1885).

Una vez que la isla de Margarita es controlada por las fuerzas patriotas, desde la misma se proyecta la campaña sobre Guayana, estableciendo Brión en enero de 1817 el Almirantazgo y el Cuerpo de Infantería de Marina. El 3 de agosto del mismo año, penetra con una escuadra republicana en el río Orinoco, donde libra el combate naval de Cabrián en el cual captura 14 de los 28 buques españoles y toma 1.500 prisioneros. El almirante Brión es nombrado presidente del Consejo de Guerra que se formó para juzgar a su coterráneo el general Manuel Piar por los delitos de insubordinación, deserción, sedición y conspiración. Piar fue sentenciado a la pena capital sin degradación por órdenes expresas de Bolívar el 16 de octubre de 1817. Liberada Guayana (5-11-1817)  Brión es designado presidente del Consejo de Gobierno. En 1819 se establece de nuevo en Margarita, donde organiza una expedición de 22 buques con los cuales atacará la costa del Nueva Granada, junto a las fuerzas terrestres del general Mariano Montilla. Aunque fueron capturados los puertos y bocas del río Magdalena, así como las ciudades de Barranquilla y Santa Marta, las divergencias con Montilla en cuanto a la conducción de las operaciones en tierra y mar, provocan su alejamiento de la Marina en mayo de 1821 y su viaje a Maracaibo. Agravada la tuberculosis que lo aquejaba decide dirigirse a su isla natal, donde fallece al día siguiente de su llegada en Scharloo. El Congreso Constituyente de Colombia, sin conocer el deceso de Brión, dictó un decreto el 13 de octubre de 1821, conservándole todas sus prerrogativas como Capitán General de la Marina y encargando al Ejecutivo que entregase al Almirante una espada de honor. Luis Brión fue el primero y único Almirante con ese título concedido durante la guerra de Independencia de Venezuela.
Sus restos fueron depositados en la finca familiar de Rosentak en la colonia neerlandesa de Curazao, con los honores propios de su rango, y posteriormente trasladados el 10 de abril de 1882 al Panteón Nacional de Venezuela.
El único hipódromo de Curazao tiene cómo nombre Hipódromo Almirante Pedro Luis Brión en homenaje.